# Café Racers
Café Racers è l'ottavo album discografico in studio della cantante Kim Carnes, pubblicato nel 1983.

## Tracce
1. You Make My Heart Beat Faster (And That's All That Matters) – 4:35 (Kim Carnes, Dave Ellingson, Martin Page, Brian Fairweather)
2. Young Love – 4:14 (Gary O´Connor)
3. Met You at the Wrong Time of My Life – 5:21 (Paul Wilson, B.P. Hurding)
4. Hurricane – 4:30 (Kim Carnes, Bill Cuomo)
5. The Universal Song – 3:52 (Bill Cuomo, Kim Carnes, Dave Ellingson)
6. Invisible Hands – 3:12 (Martin Page, Brian Fairweather)
7. I Pretend – 5:20 (Martin Page, Brian Fairweather)
8. Hangin' On by a Thread (A Sad Affair of the Heart) – 2:51 (Kim Carnes)
9. A Kick in the Heart – 4:32 (Mark Goldenberg)
10. I'll Be Here Where the Heart Is – 4:43 (Kim Carnes, Craig Krampf, Duane Hitchings)